# 보잉 F-47
보잉 F-47(Boeing F-47)은 미국 공군이 개발중인 6세대 전투기이다.

## 역사
차세대 항공 지배(Next Generation Air Dominance, NGAD)는 록히드 마틴 F-22 랩터를 계승할 "시스템 제품군"을 배치하는 것을 목표로 하는 미국 공군(USAF)의 6세대 공중 우세 계획이다.
2025년 3월 21일, 도널드 트럼프 미국 대통령은 미국 공군의 차세대 최첨단 전투기 사업자로 보잉을 선정했다고 밝혔다. 트럼프 대통령은 1980년대에 개발돼 현재 운용 중인 세계 최강 F-22 등 5세대 전투기를 이을 6세대 전투기의 명칭을 'F-47'로 정했다고 전했다. '47'에 대해 트럼프 대통령은 "아름다운 숫자"라고만 했다. 트럼프 대통령은 현재 미국의 47대 대통령으로 'F-47'은 자신의 대통령 재임 순번에서 따온 것으로 보인다.
47을 사용한 미국 공군의 비행기는, 보잉 B-47 스트래토젯, 노스롭 그루먼 X-47B이 있다.
미국은 5세대 전투기로 하이급 F-22, 로우급 F-35를 운용하고 있으며, YF-22는 1990년에 초도비행했다. 30년이 지나서 2020년에 F-47 초도비행을 했다.

## 무인 전투기
F-47이 무인 협동 전투기가 지원하는 중앙 유인 플랫폼 역할을 하는 "시스템 패밀리"를 구상하고 있다.